# 나카하라 사나에
나카하라 사나에(Sanae Nakahara, 1935년 7월 31일 ~ 2012년 5월 15일)는 일본의 배우이다.

## 영화
- 릴리 페스티벌 (2001년)
- 아코성단절 (1978년)
- 유생일족의 음모 (1978년)
- 신 의리없는 전쟁 - 조장 최후의 날 (1976년)
- 수라설희 (1973년)
- 여죄수 사소리 4 - 원한의 노래 (1973년)
- 군기는 똥구덩이 아래에 (1972년)
- 전기해파리 (1970년)
- 늑대와 돼지와 인간 (1964년)
- 그 녀석과 나 (1961년)
- 밀항O라인 (1960년)
- 학생 녀석과 아가씨들 (1960년)
- 기타를 멘 철새 (1959년)
- 우유 배달부 프랑키 (1956년)